# Železniční nehoda ve Studénce 1990
Železniční nehoda ve Studénce byla srážka vlaku se silničním vozidlem, ke které došlo 3. srpna 1990. Tehdy se rychlík z Katovic do Prahy v plné rychlosti střetl se silničním válcem, který přejezd upravoval. Silniční válec po střetu shořel i s obsluhou válce, lokomotiva a dva přední vozy vykolejily. Jeden člověk zemřel a dva byli zraněni. I když řidič silničního válce údajně dostal pokyn, aby z přejezdu sjel, zazmatkoval a na přejezdu zůstal. Při střetu souprava zdemolovala přibližně tři sta metrů nádraží. Už v té době se začalo spekulovat o tom, že přejezd je nebezpečný.